# 萨布丽娜·维吉耶
萨布丽娜·维吉耶（法語：Sabrina Viguier，1981年1月4日—），生于罗德兹，法国女子足球运动员。她曾代表法国国家队参加2003年和2011年国际足联女子世界杯，其中2011年世界杯获得殿军。